# Gregor II. Rottenkolber
Gregor II. Rottenkolber (* 10. November 1750 in Deutenhofen; † 13. Februar 1810 in Tegernsee) war letzter Abt des Klosters Tegernsee.

## Leben
Martin Rottenkolber wurde auf dem zum Kloster Altomünster gehörenden Jacklhof in Deutenhofen geboren und studierte Theologie am Lyzeum in Freising. Er legte 1775 die Gelübde ab (sein Ordensname war Gregor) und wurde 1777 Priester. Er war 1780 bis 1782 Professor der Dogmatik und Moral im Kloster Tegernsee und wurde am 4. Dezember 1787 Abt desselben (mit dem Titel  „Primas Bavariae“). Er bemühte sich um die höhere wissenschaftliche Bildung seiner Mönche, schickte  sie zum Studium auf verschiedene Universitäten und ließ bekannte Meister nach Tegernsee kommen. Der Tegernseer Mönch Heinrich Braun wurde zu seiner Zeit ein wichtiger Bildungs- und Schulreformer im Kurfürstentum Bayern. Die Aufhebung seiner Abtei im Zuge der Säkularisation in Bayern im Jahr 1803 konnte Rottenkolber jedoch nicht verhindern. Der seit 1801 an einer Nervenkrankheit leidende Abt wurde sogar der „Verschleppung von Staatsgut“ beschuldigt und lebte zunächst unter Arrest in Kloster Niederaltaich (14. April bis 18. Oktober 1803). Schließlich konnte er mit seiner 20 Konventualen einen Teil der Gebäude des Klosters erwerben und wohnte dort mit ihnen zusammen bis zu seinem Tod 1810.